# Pétursdóttir
Pétursdóttir ist ein weiblicher isländischer Name.

## Herkunft und Bedeutung
Der Name ist ein Patronym und bedeutet Péturs Tochter. Die männliche Entsprechung ist Pétursson (Péturs Sohn).

## Namensträgerinnen
- Anna-Lind Pétursdóttir (* 1971), isländische Psychologin
- Anna Rakel Pétursdóttir (* 1998), isländische Fußballspielerin
- Brynhildur Pétursdóttir (* 1969), isländische Politikerin
- Brynja Pétursdóttir (* 1977), isländische Badmintonspielerin
- Diljá Pétursdóttir (* 2002), isländische Sängerin
- Linda Pétursdóttir (* 1969), isländische Miss World von 1988
- Sólveig Pétursdóttir (* 1952), isländische Politikerin